# USS Walke (DD-416)
USS Walke (DD-416) – amerykański niszczyciel typu Sims zwodowany 20 października 1939 roku w stoczni Boston Navy Yard w Charlestown w stanie Massachusetts.
Okręt wszedł do służby w marynarce amerykańskiej 27 kwietnia 1940 roku, po czym został przydzielony do Floty Atlantyku i uczestniczył w „patrolach neutralności”. Po japońskim ataku na Pearl Harbor, „Walke” został wycofany z przygotowywanego konwoju i udał się na Ocean Spokojny, celem wejścia w skład Floty Pacyfiku. W lutym 1942 roku wszedł w skład Task Force 17, gdzie pływając w eskorcie lotniskowca USS „Yorktown” (CV-5) wziął udział w rajdzie na Wyspy Gilberta. Na początku maja uczestniczył w bitwie na Morzu Koralowym, zestrzeliwując w obronie „Yorktowna” dwa japońskie samoloty.
Z powodu awarii turbiny spędził następnie dwa tygodnie w Australii, gdzie dokonano tymczasowych napraw jego siłowni. Z powodu problemów technicznych nie wziął udziału w bitwie pod Midway, lecz udał się do stoczni na remont Mare Island w Vallejo w Kalifornii. Po ukończeniu remontu dołączył do zespołu Task Force 15.13, z którym udał się na Numei w Nowej Kaledonii na południowym Pacyfiku. Do listopada prowadził następnie służbę patrolową i eskortową, po czym będąc jednym z nielicznych dostępnych okrętów, został włączony w skład eskorty zespołu pancerników admirała Willisa Lee.
W składzie Task Force 64, 14 listopada rano opuścił Numeę w eskorcie USS „Washington” (BB-56) i USS „South Dakota” (BB-57), z którymi wyruszył na północ celem przechwycenia 14 okrętów adm. Nobutake Kondō, zamierzających zbombardować żołnierzy 1. dywizji marines na Henderson Field na Guadalcanalu. O 23:22 tego samego dnia, płynąc na czele formacji czterech niszczycieli eskorty, „Walke” dostrzegł w cieśninie Ironbottom Sound płynący w eskorcie pancernika „Kirishima” lekki krążownik „Nagara” i otworzył ogień w kierunku japońskiego okrętu ze swoich dział dział 127 mm. Po około dwuminutowej wymianie ognia z krążownikiem, „Walke” przeniósł ogień na nadpływający japoński niszczyciel, natychmiast potem został bezpośrednio trafiony pociskami kalibru 203 mm „Nagary”, które zniszczyły przednią kotłownię okrętu, pomieszczenie radiowe oraz wierzę nr 3 działa 127 mm L/38. Okręt nie przerwał jednak walki, do momentu gdy został trafiony torpedą wz. 93 kalibru 610 mm, której eksplozja urwała niszczycielowi dziób.
Napływająca do wnętrza okrętu woda spowodowała silny przechył okrętu, wobec czego dowodzący okrętem kpt. Thomas Frazer nakazał opuszczenie jednostki przez załogę. Do tego czasu jednak ocalały jedynie dwie tratwy ratunkowe, pozostałe zaś – wraz z łodziami – zostały zniszczone japońskimi pociskami artyleryjskimi. Okręt zatonął ostatecznie 14 listopada 1942 roku o godzinie 23:43 w Ironbottom Sound w pobliżu wyspy Savo. Co gorsza, po zatonięciu jednostki eksplodowały zgromadzone na jej pokładzie bomby głębinowe, powodując dalsze rany pływających w wodzie ludzi i zabijając kolejnych członków załogi USS „Walke”.
Kilkoro członków załogi zdołało dopłynąć wpław do Guadalcanalu, trafili jednak na część wyspy pod kontrolą żołnierzy 17. Armii, gdzie część z nich zginęła w potyczkach z japońskimi żołnierzami. Udział w II bitwie pod Guadalcanalem USS „Walke” (DD-416) przypłacił śmiercią 76 członków swojej załogi, którzy zginęli podczas walki na okręcie, we wnętrzu okrętu, w wodzie po jego zatopieniu lub na Guadalcanalu. Sześciu innych zaś zmarło w późniejszym czasie od odniesionych w bitwie ran.